# Ophrys Aurélien
Ophrys aurelia, Ophrys bertolonii subsp. aurelia
Espèce
Classification phylogénétique
L'Ophrys Aurélien (Ophrys aurelia) est une espèce de plantes à fleurs de la famille des Orchidaceae. C'est une plante herbacée présente en France et en Italie.
Selon les sensibilités des botanistes, cette Ophrys est considérée comme une espèce ou une sous-espèce sous les noms scientifiques Ophrys aurelia et Ophrys bartolonii subsp. aurelia ou considérée, avec les autres taxons du groupe O. bertolonii comme un hybride nommé Ophrys ×flavicans. Ce groupe est défini par son labelle à la pilosité noirâtre à échancrure avant plus ou moins prononcée et à la macule plus ou moins quadrangulaire, l'Ophrys Aurélien se distinguant essentiellement par des fleurs moins nombreuses et plus grandes, par la cavité stigmatique de son gynostème ronde et par un labelle à l'échancrure franche. Dans sa considération spécifique, elle est présente en Provence en France et en Ligurie en Italie, où elle apprécie les pelouses calcicoles et la présence d'abeilles solitaires du genre Megachile dont elle mime la femelle afin de séduire le mâle pour une pollinisation par pseudocopulation,,,,.

## Synonymie
- Ophrys bertolonii Moretti 1823 sensu R. Soca 2001[2]
- Ophrys bertolonii Moretti subsp. bertolonii sensu R. Soca 2001[6],[7],[8]
- Ophrys saratoi E.G. Camus, 1893, pro. hybr., nom. conf. pro parte[2]
- Ophrys bertolonii subsp. aurelia (P.Delforge, Devillers-Tersch. & Devillers) Kreutz, Kompend, 2004[9]
- Ophrys × aurelia P.Delforge, Devillers-Tersch. & Devillers[10]
- Ophrys × flavicans Vis., 1842[5],[10]

## Étymologie et nom français
Son épithète spécifique, « aurelia », provient de la Via Aurelia, une voie romaine qui longe le littoral du golfe de Gênes (Ligurie, Italie), où l'espèce est particulièrement présente. Son nom français normalisé, « Ophrys Aurélien », est une vulgarisation du nom scientifique dont « Ophrys Aurélia » est un décalque à éviter,.

## Description
L'Ophrys Aurélien est une plante robuste de 15 à 25 cm de haut portant de 3 à 6 grandes fleurs d'une longueur maximum de 28 mm et ornées de trois sépales roses à la nervure centrale verte disposés en étoiles et intervertis[Quoi ?] par deux pétales plus courts et plus foncés. Le labelle est souvent nettement cambré comme une selle, rarement plat et plutôt grand, mesurant au maximum 15 mm de long pour 12 mm de large, et couvert de poils noirâtres. Ses bordures sont rabattues, sa macule bleu violacé parallélépipédique est positionnée vers l'avant et une forte échancrure où[pas clair]un appendice verdâtre marque l'avant. Quant au gynostème, son bec est court et fin et sa cavité stigmatique est peu creusée.

## Confusions possibles

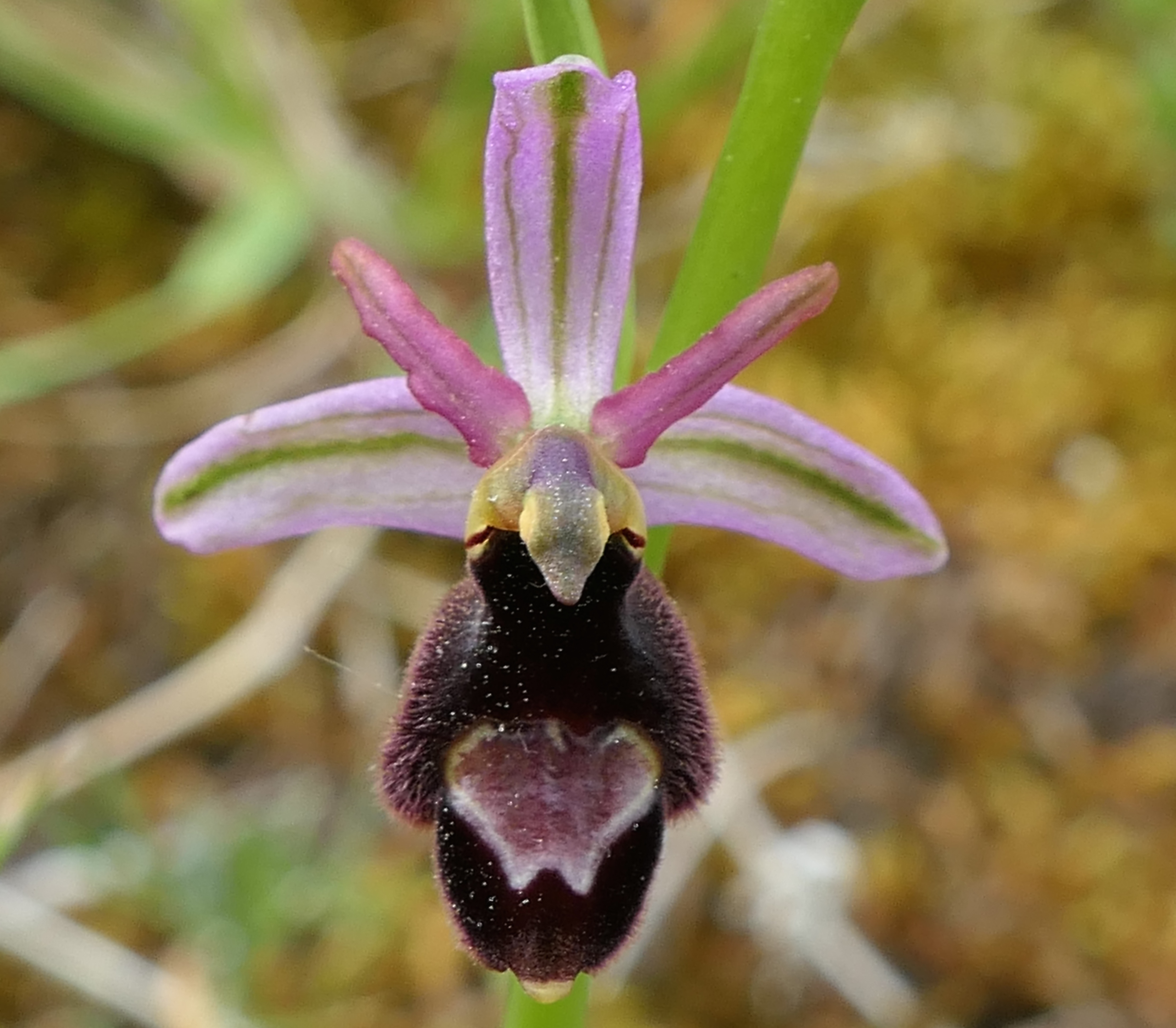
Ophrys de la Drôme (Drôme)

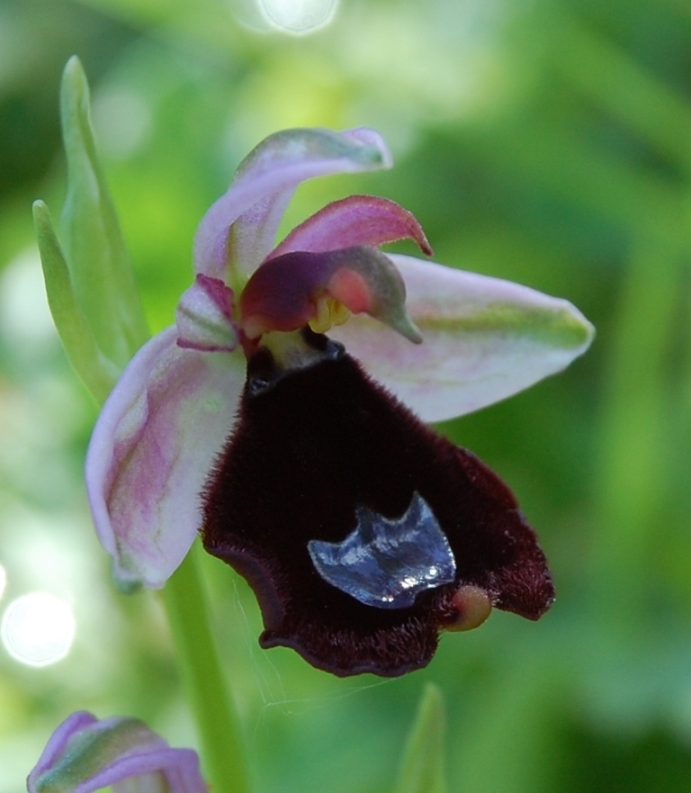
Ophrys bertolonii subsp. bertolonii (Sicile)

Morphologiquement, l'Ophrys Aurélien est proche des espèces du groupe O. bertolonii qui sont définis par leur labelle en forme de selle aux flancs rabattus, aux poils noirâtres et à l'avant échancré. 
O. aurelia se distingue de la sous-espèce type Ophrys bertolonii subsp. bertolonii essentiellement par la cavité stigmatique de son gynostème ronde alors qu'elle est creuse chez cette dernière. De plus, la sous-espèce type n'est pas présente en France, mais en Italie, dans les Balkans et sur l'île de Corfou.
En France, est également présente l'Ophrys de la Drôme (Ophrys drumana) qui est aussi un taxon du groupe O. bertolonii. Elle s'en différencie par un labelle d'une longueur de 13 à 17 mm généralement supérieure aux sépales contre 12 à 16 mm pour celui d'O. drumana, par ses grandes fleurs peu nombreuses (de 3 à 6 contre 4 à 12) et par sa petite macule positionnée à l'avant du labelle,.

## Biologie
Cette plante est une géophyte à tubercule qui fleurit assez tardivement d'avril à juin. 
L'Ophrys Aurélien est pollinisée par l'abeille solitaire maçonne Megachile parietina dont le sous-genre Chalicodoma pratique une pseudocopulation sur l'ensemble des Ophrys proches d'O. bertolonii,,.

## Écologie et distribution
Cette espèce apprécie les garrigues, prés maigres, anciennes terrasses et pelouses calcicoles du climat méditerranéen du niveau de la mer à 600 m d'altitude. 
L'Ophrys Aurélien est avant tout une espèce italienne présente sur le littoral de Ligurie, elle est également présente en Provence, en France. Plus précisément, elle est présente du Nord de la Drôme et l'Ardèche jusque dans les Alpes maritimes.